# 阿羅毘國
阿羅毗國（梵語：、巴利文名： Ālavī），又譯為阿羅鞞國、阿荼睥國，阿羅婆伽國、阿羅鞞伽羅國，意譯為曠野、大野、林、曠野禽獸住處，印度古國名，位於恆河旁，氣候寒冷且多蒺藜。
該國內曾有阿迦羅瓦寺（Aggālav-chetiya），釋迦牟尼曾居於此，長者呵多阿羅婆（Hatthaka Ālavak）曾為此國住民。